# Die Bauern (Reymont)

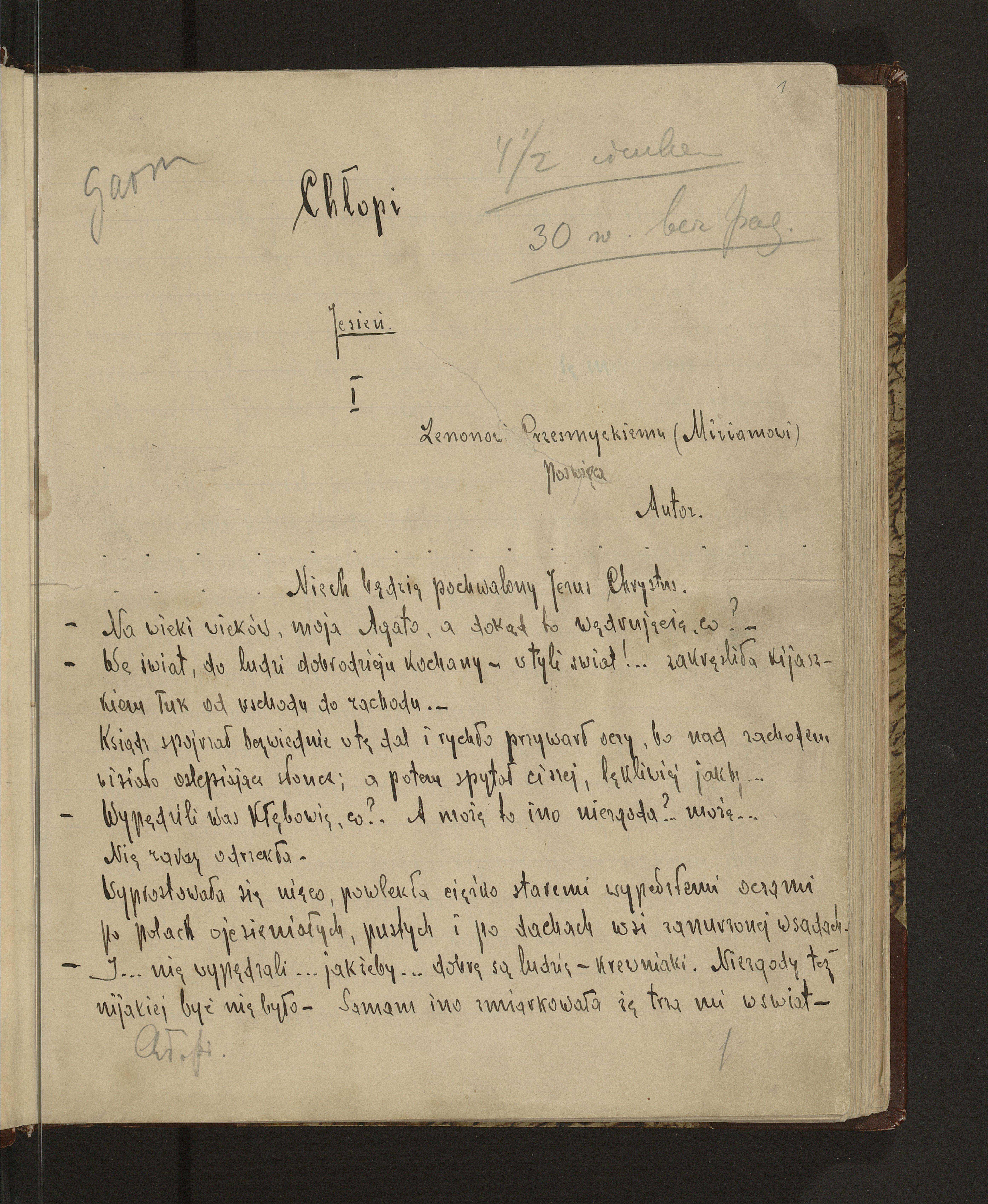
Chłopi: Aus dem Manuskript

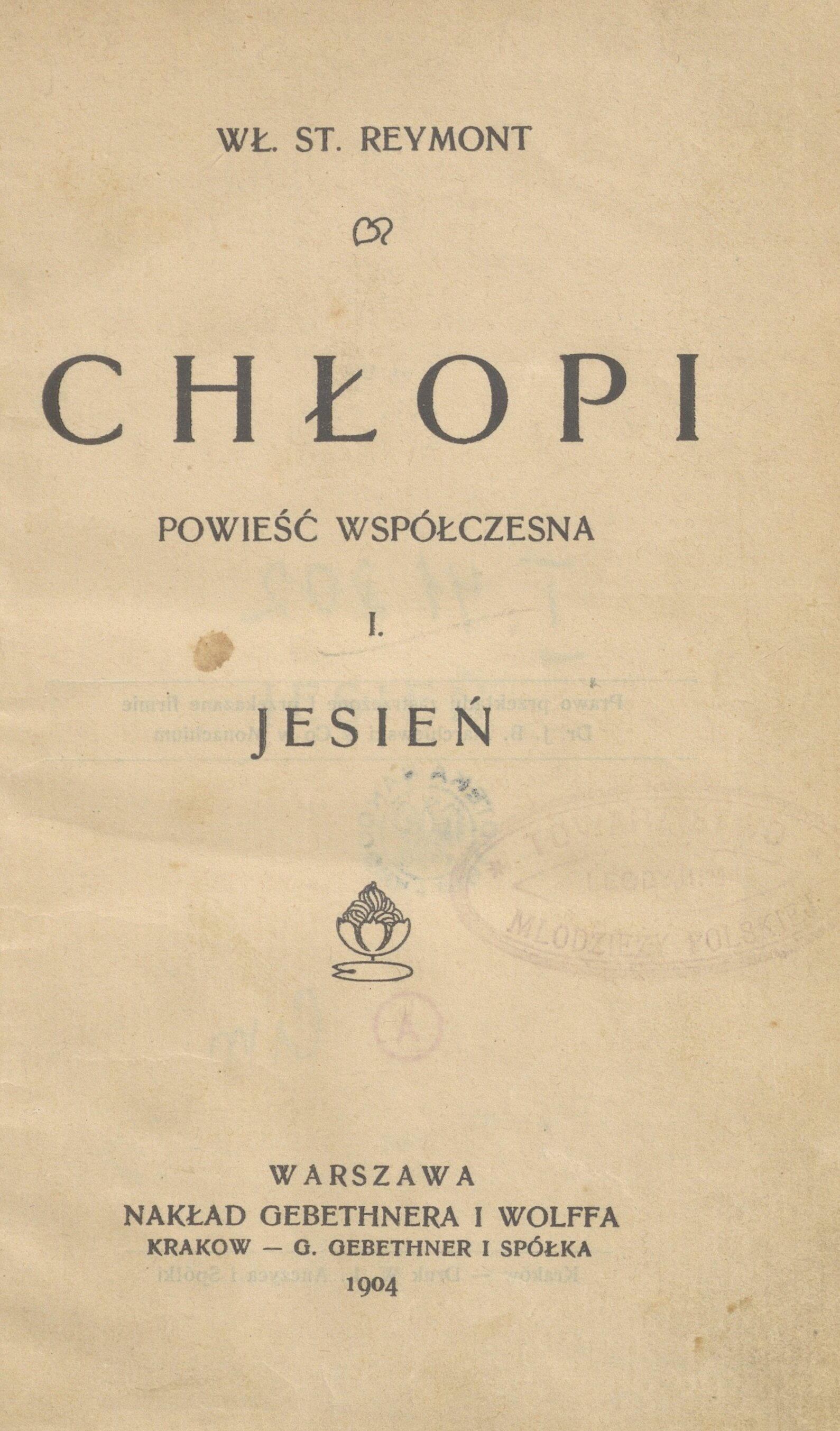
Erstausgabe, 1904

Die Bauern (poln. Chłopi, Aussprache: [ˈxwɔpʲi], deutscher Titel manchmal auch: Die polnischen Bauern) ist ein Roman des polnischen Schriftstellers Władysław Reymont, der 1924 – explizit für diese Arbeit – mit dem Nobelpreis für Literatur ausgezeichnet wurde. Das vierbändige Werk, dessen einzelne Teile die Titel Herbst, Winter, Frühling und Sommer tragen, wurde 1902–1908 als vielteiliger Fortsetzungsroman in der Warschauer Wochenschrift Tygodnik Illustrowany veröffentlicht. Die erste Buchausgabe folgte in vier Bänden 1904–1909. Im Anschluss entstanden Übersetzungen in mindestens 27 weitere Sprachen. Die von Jean Paul d’Ardeschah (eigentlich: Jan Paweł Kaczkowski) übersetzte deutsche Fassung erschien erstmals 1912.
In der – vordergründigen – Haupthandlung des Romans geht es um den Konflikt, den der alte Bauer Matheus Boryna mit seinem Sohn Antek hat und der eskaliert, als Boryna Jagna heiratet, die auch Anteks Geliebte ist. Die vierte Hauptfigur ist Anna, Anteks Ehefrau, die Ehe und Familie zu retten versucht.
Eigentlicher Träger der Romanhandlung ist jedoch die Dorfgemeinschaft in ihrer Gesamtheit und in ihrer Verflechtung mit der von den Jahreszeiten geprägten Natur, der die Bauern ihre Lebensgrundlage abringen. Reymont führt im Laufe der Erzählung mehrere Dutzend weiterer Figuren ein, deren Schicksale alle miteinander in Beziehung stehen. Der Autor folgt jedem einzelnen dieser Geschicke und erzeugt damit ein umfassendes Porträt der bäuerlichen Gemeinschaft in all ihren Facetten.

## Handlung
Ort der Handlung ist das in der Łódźer Region gelegene Dorf Lipce (Aussprache: [ˈlʲipt͡sɛ]), die Zeit das ausgehende 19. Jahrhundert. In dem Dorf sind rund 40 Hofbauern ansässig; weitere zehn Häuser werden von armen Kätnern bewohnt.

### Band 1: Herbst
Matheus Boryna, der reichste Bauer im Dorfe und mit seinen knapp 60 Jahren schon fast ein alter Mann, lebt auf seinem Hof zusammen mit zwei seiner vier Kinder. Die kleine Fine ist sein Liebling. Antek, sein Erstgeborener, der einmal den Hof übernehmen soll, ist bereits ein gestandener Mann, verheiratet und Vater von zwei kleinen Kindern. Weil Boryna die Abschiebung aufs Altenteil aus gutem Grunde fürchtet, verweigert er Antek jedes Mitspracherecht und hält ihn wie einen Knecht. Das Verhältnis von Vater und Sohn ist darum stark angespannt. Weitere Mitglieder der Hofgemeinschaft sind der Knecht Jakob und der Hütejunge Witek.
Die Handlung setzt damit ein, dass Borynas beste Kuh erkrankt und notgeschlachtet werden muss. Die Schuld dafür weist Boryna dem Heger des benachbarten Guts zu, der die Kuh und den Jungen Witek, der auf das Tier aufpasst, an diesem Tag aus dem Weidewald vertrieben hatte, wobei die Kuh sich überanstrengt hat. Der Verlust des wertvollen Tieres ist nicht Borynas einzige Sorge. Seine ehemalige Magd, Eve, beschuldigt ihn, sie geschwängert zu haben. Das Gericht wird ihre Klage später freilich abweisen.
Boryna ist Witwer. Eine erneute Heirat würde seine Position auf seinem Hof stärken, besonders gegenüber Antek. Die Schulzenfrau macht Boryna auf Dominiks Jagna aufmerksam. Zwar hat Jagna keinen guten Ruf, ist aber jung und schön und würde auch etwas Land mit in die Ehe bringen. Eine zufällige Begegnung mit der Dominikbäuerin, Jagnas Mutter, gibt Boryna erste Gelegenheit, die Möglichkeiten dieser Verbindung zu sondieren. Am Jahrmarktstag schenkt er Jagna ein Schmuckband und ein Seidentuch und verspricht ihr, dass sie als seine Bäuerin keine harte Arbeit zu verrichten bräuchte.
Obwohl er verheiratet ist, stellt auch Antek Jagna nach. Jagna erwidert sein Begehren und gibt sich ihm in aller Heimlichkeit schließlich auch hin.

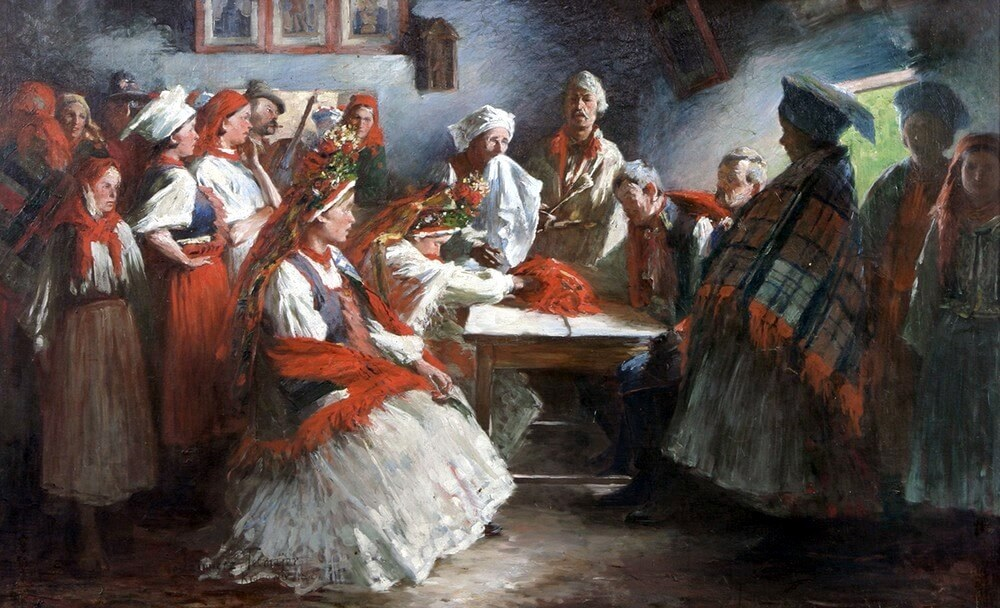
Bauernverlobung, Gemälde von Włodzimierz Tetmajer, 1895

Die Dominikbäuerin, Jagnas Mutter, ist eine geschäftstüchtige Frau. Da die Tochter sich in allen Dingen auf sie verlässt und Boryna bedenkenlos heiraten würde, sorgt die Mutter dafür, dass die Verbindung zustande kommt. Boryna ist nicht nur wohlhabend, sondern auch einflussreich und könnte, wie sie hofft, auch verhindern, dass ihr jüngerer Sohn Jendschych zum Militär eingezogen wird. Als Jagna während des gemeinschaftlichen Kohlschälens das Zierband im Haar trägt, das Boryna ihr geschenkt hat, fühlt Boryna sich in seiner Brautwahl ermutigt. Wie es der Brauch ist, schickt er einen Brautbitter – den Schulzen – mit Schnaps zu Jagna, wo die Dominikbäuerin die Brautverhandlungen übernimmt. Jagna wird in die Ehe sechs Morgen Land mitbringen. Um ihre Tochter für den Fall von Borynas Tod gegen dessen Kinder abzusichern, besteht die Dominikbäuerin darauf, dass Boryna Jagna im Gegenzug ebenfalls sechs Morgen Land „verschreibt“. Boryna willigt ein und der Vertrag wird beim Notar perfekt gemacht.

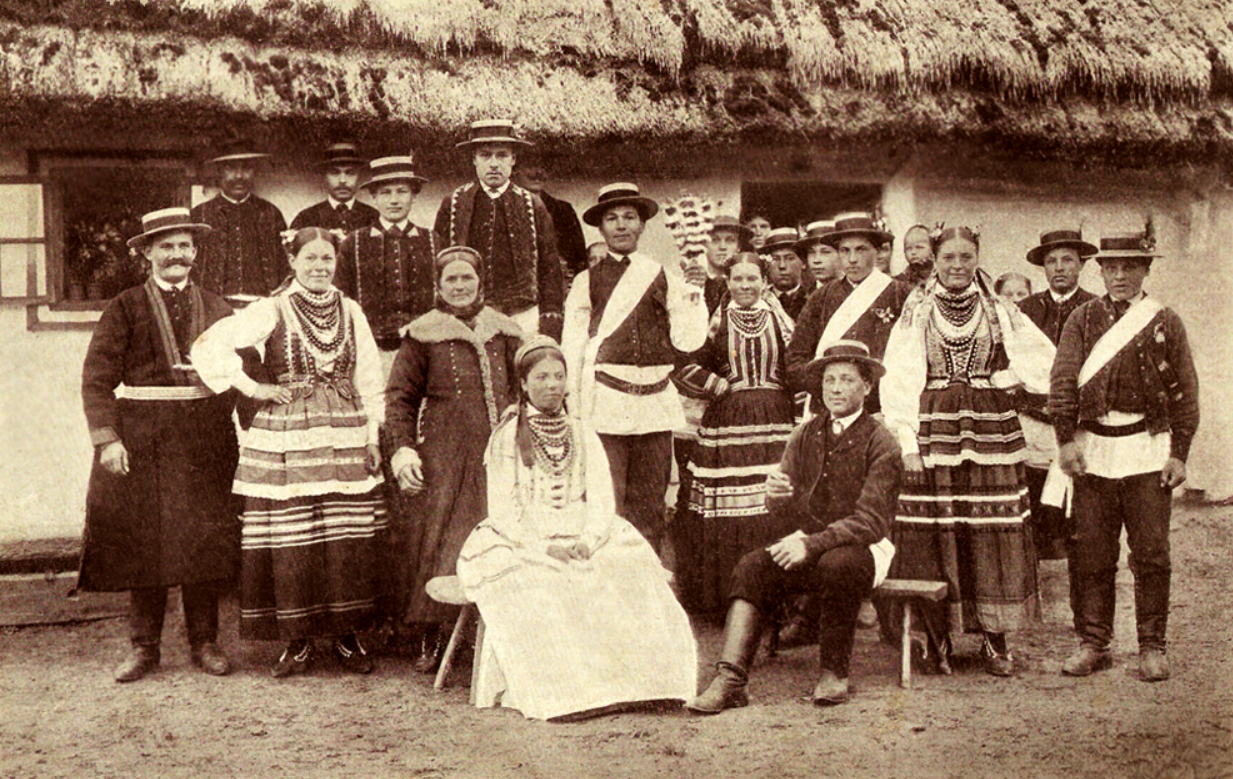
Eine polnische Bauernhochzeit, 1902

Vergeblich versuchen Borynas Kinder, ihren Vater zu bewegen, auch ihnen wenigstens eine geringe Menge Land vertraglich zuzusichern. Boryna weigert sich aber, was am schwersten Antek trifft, der zu Recht um seine Existenz fürchtet. In seine Erbitterung über Borynas Eigennutz mischt sich brennende Eifersucht, weil es ausgerechnet Jagna ist, die der Vater heiraten wird. Antek warnt Boryna: Jagna sei schlecht und habe bereits mit jedem im Dorf geschlafen, auch mit ihm. Boryna wirft ihn vom Hof und feiert mit Jagna Hochzeit.

### Band 2: Winter
Antek und seine Frau Anna finden Unterschlupf auf dem Hof von Annas Vater, auf dem Annas herrische Schwester Veronka regiert. Die Not ist groß, Antek und Anna müssen ihre letzte Milchkuh verkaufen. Anna übernimmt Spinnarbeiten für die Organistenfrau. Antek findet Arbeit im Sägewerk, wo er sich von Anfang an mit Mathias reibt, der ihm als Vorarbeiter zu befehlen hat. Als ehemaligem Bauer fällt es ihm schwer, sich etwas sagen zu lassen. Auch wissen beide um die Liebschaft, die der jeweils andere mit Jagna hatte. Als Mathias vor den anderen Holzarbeitern damit prahlt, mit Jagna geschlafen zu haben, verliert Antek die Beherrschung und verprügelt seinen Rivalen so sehr, dass dieser einige Tage lang nicht arbeiten kann und Antek ihn als Vorarbeiter vorübergehend ersetzen kann.
Auf dem Borynahof lassen sich zwei neue Bewohner nieder: die Tagelöhnerin Gusche und der fromme Wanderer Rochus, der die Dorfkinder unterrichtet. Boryna ist ganz närrisch über seine schöne junge Frau. Während der Christmette findet Antek jedoch Gelegenheit, Jagna zum heimlichen Rendezvous zu bitten. Weil sie sich nicht versündigen will, widersteht Jagna Antek anfangs noch, bald beginnen sie jedoch ein Liebesverhältnis.
Der zwischen den Bauern von Lipce und dem Herrn des benachbarten Guts Wole von Anfang an latente Konflikt bricht aus, als der Gutsherr Anspruch auf einen Wald erhebt, den die Bauern als den ihren betrachten. Der Gutsherr, der in Geldnot ist, will den Wald abholzen lassen und das Holz verkaufen. Der Schulze, der Müller und der Schmied planen, sich am Holztransport zu beteiligen und davon zu profitieren. Die Bauern dagegen sind entschlossen, sich gegen die widerrechtliche Aneignung zu wehren. Bevor sie handeln, müssen sie sich aber versichern, dass Boryna, der erste Bauer in Lipce, auf ihrer Seite steht und sie anführen wird. Boryna zögert, sich ihnen anzuschließen, denn er steht wegen der verlorenen Kuh ja selbst im Rechtsstreit mit dem Gutsherrn und fürchtet, diesen Prozess zu verlieren, wenn er sich an die Spitze eines Bauernwiderstands stellt. Seine Unentschlossenheit und sein Lavieren haben bittere Konsequenzen: Auch Schulze, Müller und Schmied wollen ihn in ihrem Plan nicht als Partner. Obendrein verliert Boryna später auch den Prozess gegen den Gutsherrn. Den Widerstand gegen den Verkauf des Waldes wird später Antek anführen, der durch einen Schulterschluss mit Mathias seinen Einfluss im Dorf wiederherstellt.
Als Antek in der Dorfschenke vor allen Anwesenden mit Jagna tanzt, geht Boryna dazwischen und trennt die beiden. Fast kommt es zwischen Vater und Sohn zu einer Prügelei. Später ertappt Boryna Jagna und Antek beim Beisammensein in seinem eigenen Heuschober. Außer sich vor Wut sperrt er die Ehebrecher ein und steckt das Gebäude in Brand. Als es Antek gelingt, das Tor aufzubrechen, greift Boryna ihn mit der Mistforke an. Antek entkommt, doch Jagna erhält eine Tracht Prügel, wird vom Borynahof verjagt und muss bei ihrer Mutter Zuflucht suchen. Die Dörfler durchschauen den Hintergrund des Brandes, als sie in der abgebrannten Ruine Jagnas Schürze finden, glauben aber, dass es Antek war, der die Scheune in Brand gesteckt hat.
Bereits nach dem Vorfall in der Dorfschenke war es auch zwischen Antek und Anna zu einer Auseinandersetzung gekommen. Antek hatte seine Frau mit Vorwürfen traktiert, dass sein Leben durch sie unfrei und freudlos geworden sei, seine Härte gegen sie später aber wieder bereut. Auch Boryna sucht eine erneute Annäherung mit Anna, die er zuvor monatelang geschnitten hatte. Auf Zureden ihres Vaters erwidert Anna das Entgegenkommen, denn sie hofft, dass ihr Schwiegervater ohne eine Bäuerin auf dem Borynahof nicht auskommen wird. Einen weiteren Schritt kommen Boryna und Anna sich näher, nachdem Anna ausdrücklich seinen Schutz sucht. Antek bringt nämlich kein Geld mehr nach Hause, weil er die Arbeit aufgibt, trinkt und in Depression und Rachegedanken versinkt. Nachdem der Priester Antek wegen seines Verhältnisses mit Jagna von der Kanzel herab als Sünder anklagt, wendet auch die Dorfgemeinschaft sich erneut von ihm ab.
Auf Intervention des Schulzen und des Schultheiß nimmt Boryna Jagna schließlich wieder in sein Haus auf. Jedoch ist er weit davon entfernt, sie wieder zu lieben, und hält sie nun im Gegenteil wie eine Magd. Auch das Verhältnis zwischen Jagna und Antek verschlechtert sich; Jagnas ursprüngliche Zuneigung und das Glück, das sie im Beisammensein mit Antek gefunden hatte, weicht einer rein physischen Anziehung. Antek hat sich stark verändert, was Jagna sehr erschreckt und mit Furcht erfüllt.
Als der Gutsherr den Bauernwald tatsächlich abzuholzen beginnt, übernimmt Antek erneut die Führung über die Bauern. Geschlossen ziehen sie in den Wald, um die Holzhauer gewaltsam zu vertreiben. Obwohl der Gutsherr, nachdem der Schmied ihn heimlich alarmiert hatte, zur Verstärkung eine Gruppe bewaffneter Reiter entsendet, gelingt es den Bauern, ihre Gegner zu vertreiben. Im Zweikampf mit dem Förster wird Boryna jedoch schwer verletzt. Im Kampfgetümmel hatte Antek zuvor bereits auf seinen Vater angelegt, um ihn zu erschießen, war dazu dann aber doch nicht imstande gewesen. Nachdem er mitansehen muss, wie Boryna brutal niedergeschlagen wird, tötet er in rasender Empörung schließlich den Förster.

### Band 3: Frühling
Fast alle Männer im Dorf – mehr als 50 Personen – hatten an dem Angriff teilgenommen und befinden sich nun in der Stadt in Haft. Boryna liegt, vor sich hindämmernd, bewegungsunfähig und kaum ansprechbar, in seinem Bett und wird sich wohl nicht mehr erholen. Anna lebt seit dem Vorfall wieder im Borynahof und pflegt ihn. In einem lichten Augenblick appelliert er an Anna, zu Antek zu halten, und verrät ihr, dass in einem der Getreidesäcke, die in seiner Kammer verwahrt werden, ein großer Geldbetrag versteckt ist. Jagnas Anwesenheit hindert Anna zunächst am Suchen. Als sie Antek im Gefängnis besucht, ist sie enttäuscht, mit wie wenig Interesse und Wertschätzung ihr Mann sie dort empfängt. Der Schmied ahnt, dass Boryna Geld versteckt hat, und bricht in seine Kammer ein; Anna hat das Geld inzwischen aber gefunden und in Sicherheit gebracht.
Jagna ist über Borynas hoffnungslosen Zustand in einen Zwiespalt geraten: So froh sie ist, dass sein bevorstehender Tod sie von ihm befreien wird, so sehr sorgt sie sich auch um die Zukunft, denn ohne Boryna wird sie auf dem Hof einen schweren Stand haben. Um sie zu versorgen, wird die Mutter ihr wenig später ihren gesamten Besitz überschreiben. Dieser Schritt fällt der Dominikbäuerin jetzt deshalb leicht, weil die Söhne gegen sie zu rebellieren begonnen haben. Der Schulze nutzt die Tatsache, dass außer ihm im Dorf kaum noch erwachsene Männer übrig geblieben sind, um Jagna, die ihm nur halbherzig Widerstand leistet, in ein Verhältnis zu nötigen. Viel lieber wäre ihr freilich eine Liebschaft mit Jascho, dem von der Schule heimgekehrten Sohn des Organisten. Dieser ist allerdings noch völlig unschuldig und bemerkt ihre Verliebtheit gar nicht.
Als im Frühjahr die ersten Feldarbeiten anfallen, haben die Frauen von Lipce, die schon im Haus genug zu tun haben, ohne ihre Männer kaum eine Chance, die schwere Arbeit zu bewältigen. Absurderweise wird das Dorf gerade zu diesem Zeitpunkt auch noch verpflichtet, für anfallendes Scharwerk 20 Wagen mit Arbeitern zur Verfügung stellen. Aus den umliegenden Dörfern erscheint bald aber eine Anzahl von Männern, um den Hofbäuerinnen von Lipce bei der Bestellung der Felder zu helfen. Nur die Kätnerinnen bleiben weiterhin auf sich allein gestellt.
Der Gutsherr ist seit der Auseinandersetzung mit den Bauern von Lipce und einem darauf folgenden Rechtsstreit in Schwierigkeiten. Er ist hoch verschuldet, doch hat das Gericht ihm den Verkauf des Waldes vorerst verboten. Unter ungeklärten Umständen brennen dann auch noch die Wirtschaftsgebäude der zum Gutshof gehörenden Meierei ab. Auf dem Gelände treffen wenig später fünf Wagen mit deutschen Siedlern ein, denen der Gutsherr das Land rund um die Meierei zu verkaufen plant. Die inzwischen aus der Haft zurückgekehrten Bauern von Lipce sind über die Ankunft der Deutschen außer sich, weil sie, um als unablässig wachsendes Dorf überleben zu können, dieses Land selbst erwerben müssten. Unter Führung von Mathias marschieren die jüngeren Bauern zur Meierei, um die Deutschen zu vertreiben, können, obwohl sie dabei sogar vom Rochus und vom Pfarrer unterstützt werden, zunächst aber nichts erreichen.
Antek befindet sich, weil er den Förster getötet hat, weiterhin in Haft und ist damit auch immer noch abwesend, als Anna ein drittes Kind zur Welt bringt. Sie darf Antek jedoch im Gefängnis besuchen und erhält die Mitteilung, dass Antek gegen eine Kaution von 500 Rubeln bis zum Prozess freikommen könnte. Nach dem Prozess droht Antek eine Haftstrafe von zehn Jahren. Der Schmied, der immer noch hofft, an das von Anna versteckte Geld zu kommen, rät ihr, die Kaution zu zahlen, um Antek eine Flucht nach Amerika zu ermöglichen. Als Anna die Kaution tatsächlich stellt, nimmt sie das Geld jedoch nicht aus ihrem Versteck, sondern bekommt den Betrag vom Gutsherrn. Boryna stirbt.

### Band 4: Sommer
Der Gutsherr beschließt, das Land um die Meierei nicht den Deutschen, sondern den Bauern von Lipce anzubieten. Auch Bauholz will er ihnen verkaufen. Die Deutschen reisen daraufhin wieder ab. Die polnischen Bauern freilich vertrauen dem Gutsherrn nicht mehr und lehnen das Angebot ab. Nur Jagnas Bruder Schymek und der Schmied erwerben jeweils ein Stück Land. Schymek will Nastuscha heiraten und einen eigenen Hof gründen. Der Schmied plant den Bau einer Windmühle.
Nach einer Auseinandersetzung mit der Schulzenfrau gerät Jagna auch mit Anna in Streit. Dass Anna sie schließlich vom Hof wirft, bringt Jagna so in Zorn, dass sie Anna das Dokument, mit dem Boryna ihr sechs Morgen Land verschrieben hat, vor die Füße wirft: Sie will mit dem Borynahof nichts mehr zu tun haben. Als Antek endlich aus dem Gefängnis zurückkehrt, scheint er seine Lektion gelernt zu haben: Er bringt Anna Anerkennung entgegen und freut sich aufrichtig, wieder bei ihr zu sein. Als er zufällig Jagna begegnet, wird er jedoch rückfällig und drängt sie, mit ihm gemeinsam nach Amerika zu fliehen. Jagna traut Antek aber nicht mehr und weist ihn zurück. Auch Anna lehnt es ab, nach Amerika zu gehen.
Der russische Kreisleiter (Natschalnik) hatte sich bereits im Winter mit dem Maurermeister vertraglich über den Bau einer Schule geeinigt. Nun ruft er alle Bewohner von Lipce und der Nachbardörfer zu einer Versammlung ein. Das Gesetz zwingt ihn, vor der Einrichtung einer Schule die Zustimmung der Bevölkerung einzuholen, doch hat er keineswegs die Absicht, die Bauern wirklich zu fragen. Tatsächlich lehnen diese die Schule ab, die sie mit zusätzlichen Steuern belasten wird. Obendrein soll der Unterricht in russischer Sprache durchgeführt werden, die von den Bauernkindern gar nicht verstanden wird. Als seinen eigentlichen Widersacher aber identifiziert der Natschalnik Rochus, der den Bauern gezeigt hat, wie gut eine improvisierte Schule funktioniert, in der in polnischer Sprache unterrichtet wird. Da die Sergeanten nun nach ihm suchen, muss Rochus fliehen. Antek hilft ihm dabei.
Die alte Agathe stirbt und wird dabei seelsorgerisch von Jascho begleitet. Als er nach diesem Erlebnis, auf das seine Priesterausbildung ihn nicht vorbereitet hat, tief verstört ist, tröstet Jagna ihn. Jaschos Mutter, die Organistenfrau, deutet die traute Zweisamkeit, in der sie die beiden überrascht, zutreffend als Liebesszene. Sie wirft Jagna hinaus und warnt Jascho vor ihr. Dass seine Gefühle für Jagna etwas ganz anderes sind als nur Sympathie, begreift der naive Jascho aber erst, als er zufällig den neuen Knecht des Borynahofs, Pietrek, im intimen Beisammensein mit seiner Freundin Maryna belauscht.
Anna hatte ein Gelübde getan, nach Częstochowa zu pilgern, wenn Antek zu ihr auf den Borynahof zurückkehrt. Als aus Lipce eine ganze Pilgergruppe zu diesem Wallfahrtsort aufbricht, schließt sie sich an. Die Organistenfrau hatte Jascho ein weiteres Mal bei einer heimlichen Begegnung mit Jagna erwischt und sorgt dafür, dass er den Pilgerzug als Seelsorger begleiten muss.
Der Schulze hat 5.000 Rubel aus der Gemeindekasse veruntreut und wird verhaftet. Das Dorf ist aufgebracht, auch weil die Bauern nun für den fehlenden Betrag einstehen müssen. Die Organistenfrau nutzt die Gelegenheit, um auch gegen Jagna Stimmung zu machen, indem sie das Gerücht ausstreut, dass der Schulze das veruntreute Geld für sie, Jagna, ausgegeben habe. Gemeinsam mit der Schulzenfrau organisieren die Organisteneheleute dann einen Mob, der Jagna aus dem Dorf vertreiben soll. Dafür brauchen sie die Zustimmung des ersten Bauern im Dorfe, Antek. Aufgrund seiner früheren Liebschaft mit ihr kann dieser sich eine Parteinahme für Jagna nicht leisten und so rotten die Dörfler sich zusammen und schaffen Jagna mit Schimpf und Schande auf einer Mistkarre aus dem Dorf. Bei Schymek und Nastuscha findet sie Aufnahme, die letzten Äußerungen, die sie im Roman tut, lassen aber erkennen, dass sie durch das Trauma der Verbannung den Verstand verloren hat.

## Figuren

### Hauptfiguren

#### Matheus Boryna

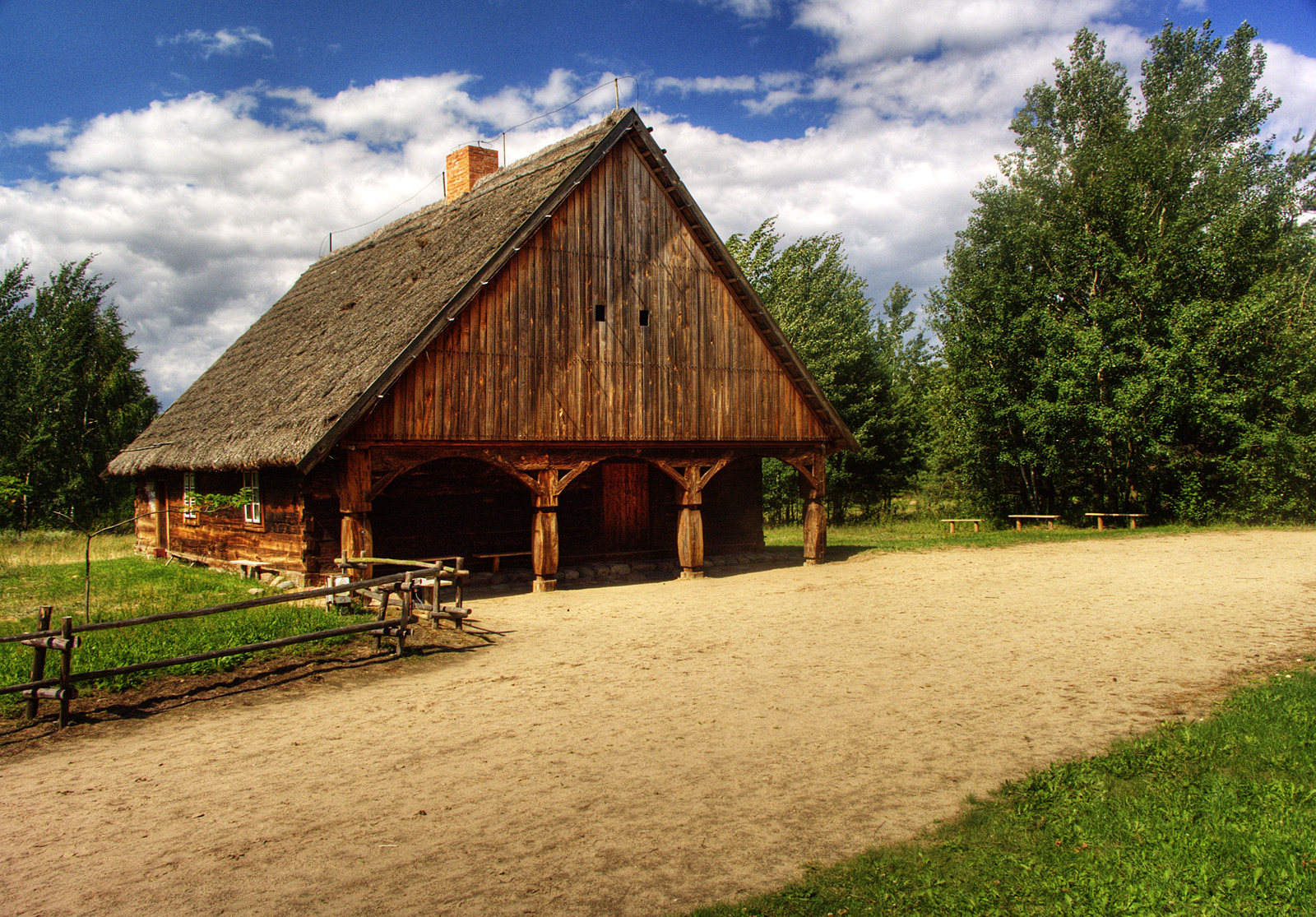
Borynas Wohnhaus wird im Roman als Vorlaubenhaus beschrieben, das an der Giebelseite eine Galerie aufweist.

Reymont hat diese Figur als den Inbegriff eines polnischen Bauern gezeichnet. Matheus (im Original: Maciej) Boryna besitzt 32 Morgen.
Boryna ist ein zweifacher Witwer und Vater von vier Kindern. Seinen Hof, einschließlich Familie und Gesinde, regiert er als Patriarch mit Strenge und ständiger Kontrolle, bietet den von ihm Abhängigen dafür aber menschenwürdige Lebensbedingungen. Trotz seines fortgeschrittenen Alters (58) ist er körperlich stark, arbeitsfähig und ein kompetenter, weiser Landwirt, woraus er Selbstbewusstsein und Autorität schöpft. Da alte und arbeitsunfähige Menschen von ihren Angehörigen oft nicht mehr versorgt werden, fürchtet er den Augenblick, in dem er die Herrschaft über sein Land, von der die Stärke seiner Position vollständig abhängt, an die Jüngeren überlassen muss. Sein schärfster Konkurrent um Hof und Land ist sein älterer Sohn und Erbe Antek. Boryna heiratet Jagna, weil er eine Bäuerin braucht, die ihm hilft, seine Autorität auf dem Hof durchzusetzen, und weil sie Land mit in die Ehe bringt. Zwar begegnet er Jagna und auch seiner Tochter Fine mit Fürsorge, Großzügigkeit und Zärtlichkeit, seine wahre Liebe ist jedoch die Erde.
Ungeachtet seiner Interessenlage, die stark auf den Erhalt des Status quo ausgerichtet ist, besitzt Boryna eine durchaus komplexe Persönlichkeit, sodass seine Handlungen nicht immer vorhersehbar sind. So zählen zu seinen beherrschenden Zügen einerseits Sturheit, Wut und gelegentlich auch List. Andererseits ist er auch durch Fleiß, Ausdauer und Sinn für Würde und Gerechtigkeit geprägt. Bei allem Egoismus fühlt er sich auch dem Dorf verbunden und versucht, Probleme, wenn möglich, einvernehmlich zu lösen, was die Gemeinschaft ihm dankt, indem sie ihn zu ihrem Anführer wählt.

#### Antek
Anton („Antek“), Matheus Borynas erstgeborener Sohn und Erbe. Da er kein eigenes Land besitzt, hat er, obwohl er bereits ein reifer Mann ist, auf dem Borynahof faktisch Gesindestatus. Der Vater zwingt ihn, Land zu bestellen, das ihm selbst, Matheus Boryna, gehört, und auch über die drei Morgen Land, die Anteks Frau Anna mit in die Ehe gebracht hat, lässt Boryna den Sohn nicht frei verfügen. Nur die Ernte von diesen drei Morgen dürfen Antek und Anna behalten. Nicht genug eigenes Land erlangen zu können, um davon zu leben, ist eines der Hauptprobleme der Dorfbewohner; Reymont stellt dies an der Figur des Antek exemplarisch dar. Als Antek später, nach dem Bruch mit dem Vater, Arbeit im Sägewerk annimmt, kann er seine Familie von diesem Einkommen nicht ernähren.
Dass Boryna bei seiner Wiederverheiratung seiner Braut Jagna sechs Morgen Land verschreibt, läuft auf eine partielle Enterbung der Kinder, also auch Anteks, hinaus. Übertroffen wird diese Herabwürdigung noch dadurch, dass Boryna ausgerechnet die Frau heiratet, die auch von Antek begehrt wird. Antek überwirft sich daraufhin nicht nur mit dem Vater, sondern wird auch der Dorfgemeinschaft entfremdet. Er verarmt, beginnt zu trinken, wird nach dem Totschlag am Förster festgenommen und nur gegen Kaution aus dem Gefängnis freigelassen. Weil ihm eine Verurteilung wegen Mordes droht, überlegt er, alles zu verkaufen und vor der Strafe nach Amerika zu fliehen. An der Ausführung dieses Plans hindert ihn nur die Weigerung seiner Frau.
Antek ist ein gutaussehender und außergewöhnlich starker Mann, der seinem Vater an Sturheit, Stolz, Mut und Härte gleichkommt. In emotionaler Hinsicht ist er eine der komplexesten Figuren im Roman. Er vermag seine Leidenschaft für Jagna nicht zu beherrschen, hat jedoch weder der Geliebten noch seiner Frau gegenüber tiefe Gefühle. Anna wird von ihm schikaniert und demoralisiert. An Jagnas Schicksal nimmt er bis zum Schluss keinen Anteil. Da er auf dem Borynahof nichts zu sagen hat, sind Frauen die einzigen Personen in seinem Leben, die er beherrschen kann. Andererseits freut Antek sich aufrichtig an seinen Kindern und empfindet echte Verzweiflung, als er mitansehen muss, wie sein Vater zum Krüppel geschlagen wird. Obwohl er den Lesern an keiner Stelle besonders sympathisch wird, gelingt es ihm in den letzten Romankapiteln schließlich, wenigstens Annas Vertrauen und den Respekt im Dorf zurückzugewinnen.

#### Anna
Anna (auch: „Hanusch“, im Original: „Hanka“) ist Anteks Frau. Auf dem Borynahof teilen Anna und Antek sich einen der beiden Wohntrakte. Sie haben zwei kleine Söhne; von der Geburt eines weiteren wird im dritten Buch des Romans berichtet.
Anna, die für sich und die Ihren mit Ausdauer und Anstrengung ein menschenwürdiges Schicksal erarbeitet, ist eine positiv dargestellte Figur. Sie ist ein Muster an Mutterliebe, ehelicher Treue und Familienfürsorge. Über den Dorfklatsch erfährt sie alles über Anteks Untreue und macht ihm deswegen zwar bittere Vorwürfe, hält an Antek und an ihrer Ehe aber mit unerschütterlicher Loyalität fest. Selbst Jagna begegnet sie mit Güte. In der Zeit, in der Antek als Stütze ausfällt, kümmert sie sich um den Borynahof und pflegt den bettlägerigen Boryna. Sie will sich auch um ihren eigenen Vater, Bylica, kümmern, doch hält der ihre Hilfe für unnötig.
Anna ist keine schöne Frau; durch harte Arbeit und aufeinanderfolgende Schwangerschaften hat ihre äußere Erscheinung weiter gelitten. Ihr Vater, Bylica, gehört zu den Armen des Dorfes, und dennoch hat Anna drei Morgen Land mit in die Ehe gebracht. Im Verlaufe der Handlung macht sie eine große Entwicklung durch. Von Anfang an ist sie eine bescheidene Frau, die sich nicht beklagt und ihr ganzes Leiden Christus anvertraut. Als aber sie und Antek vom Borynahof vertrieben werden und mit echter Armut fertig werden müssen, entwickelt sie einen starken Überlebenswillen, der sie auch antreibt, als Antek ins Gefängnis muss, sodass die Führung des Borynahofs, auf den sie zurückkehrt, viele Monate lang allein in ihrer Hand liegt. Da Antek sie schlecht behandelt und sie auch seinen Konflikt mit dem Vater nicht versteht, ist Anna einsam, findet aber in Rochus, nach dem sie später auch ihr drittes Kind benennt, jemanden, dem sie ihr Leid anvertrauen kann.

#### Jagna

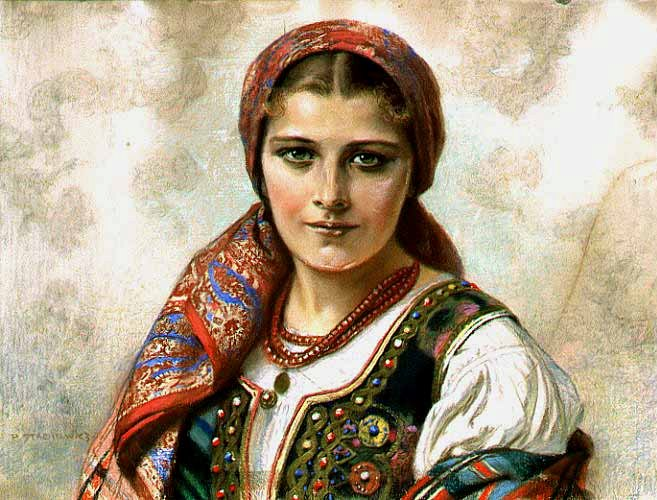
Junge Polin in bäuerlicher Tracht mit einer Korallenkette, wie sie im Roman mehrfach erwähnt wird

Die einzige Tochter der Dominikbäuerin, Jagna – der Name ist eine Koseform des Namens Agnieszka (Agnes) –, ist eine schöne und auffällig große und starke junge Frau von 19 Jahren, die von ihrer Mutter verwöhnt und darauf vorbereitet wird, eine gute Partie zu machen. Dass sie so schön ist, liegt nicht zuletzt daran, dass sie nicht so abgearbeitet ist wie die anderen Dörflerinnen, die Feldarbeit machen müssen. Jagna und ihre Mutter stehen, weil sie weniger wohlhabend sind, sozial unter den Borynas. Da sie ebenso stur materialistisch denkt wie Boryna, findet die Dominikbäuerin bei diesem aber ein offenes Ohr und macht ihm die Tochter als Braut schmackhaft, indem sie ihr Land mitgibt. Um Jagna für den Fall seines Todes abzusichern, besteht sie freilich darauf, dass Boryna ihr entsprechende sechs Morgen Land notariell verschreibt. Jagna selbst willigt in die Verbindung ein, weil sie daran gewöhnt ist, ihrer sehr dominanten Mutter in allem zu gehorchen und ihrem Urteil ohne eigene Meinung zu folgen; überdies verspricht Boryna ihr Schmuck und schöne Trachten und dass sie als seine Bäuerin nicht werde hart arbeiten müssen.
Jagna unterscheidet sich von allen anderen Dörflern und besonders stark von Boryna. So besitzt sie etwa eine ausgeprägte Sensibilität und einen ungewöhnlich entwickelten Sinn fürs Schöne. Sie liebt die Natur, das Spiel der Kirchenorgel, die schönen Trachten und die Geschichten, die beim geselligen Beisammensein der Dörfler erzählt werden. Großes Geschick beweist sie beim Bemalen der Ostereier und beim Ausschneiden der traditionellen Scherenschnitte. Ihre Emotionalität ist kompliziert, oft versteht sie sich selbst nicht, bricht plötzlich in Tränen aus oder ist ebenso plötzlich ohne erkennbaren Grund voller Freude. Nach ihrer Heirat zeigt es sich, dass es ihr überhaupt nicht liegt, ihre Rolle als Bäuerin auszufüllen. Obwohl sie gelegentlich auch aus eigenem Antrieb hart arbeitet, tut sie, wenn sie nicht dazu gezwungen wird, oft in Haus und Hof überhaupt nichts. Weil sie keine Aufgabe hat, verfällt sie in Melancholie, und das Leben erscheint ihr öde und sinnlos.
Jagnas Empfindsamkeit erstreckt sich auch aufs Sinnliche. Wenn jemand sie – gefragt oder ungefragt – fest in seine Arme nimmt, fällt es ihr oft schwer, Nein zu sagen. Ihre Freiheit versucht sie zu verwirklichen, indem sie Romanzen und die perfekte Liebe sucht und dabei oft die Partner wechselt. Weil es ihr nicht gelingt, zu anderen echte Beziehungen aufzubauen, bleibt sie jedoch die einsamste Figur des Romans. Nach und nach zerbricht auch ihre anfänglich noch bestehende Verbundenheit mit der dörflichen Gemeinschaft. Jagna wird im Dorf nicht gemocht; vor allem die Frauen halten sie für eitel und müßig. Am Ende wird sie von der Dorfgemeinschaft ohne Erbarmen verstoßen.

### Weitere Figuren

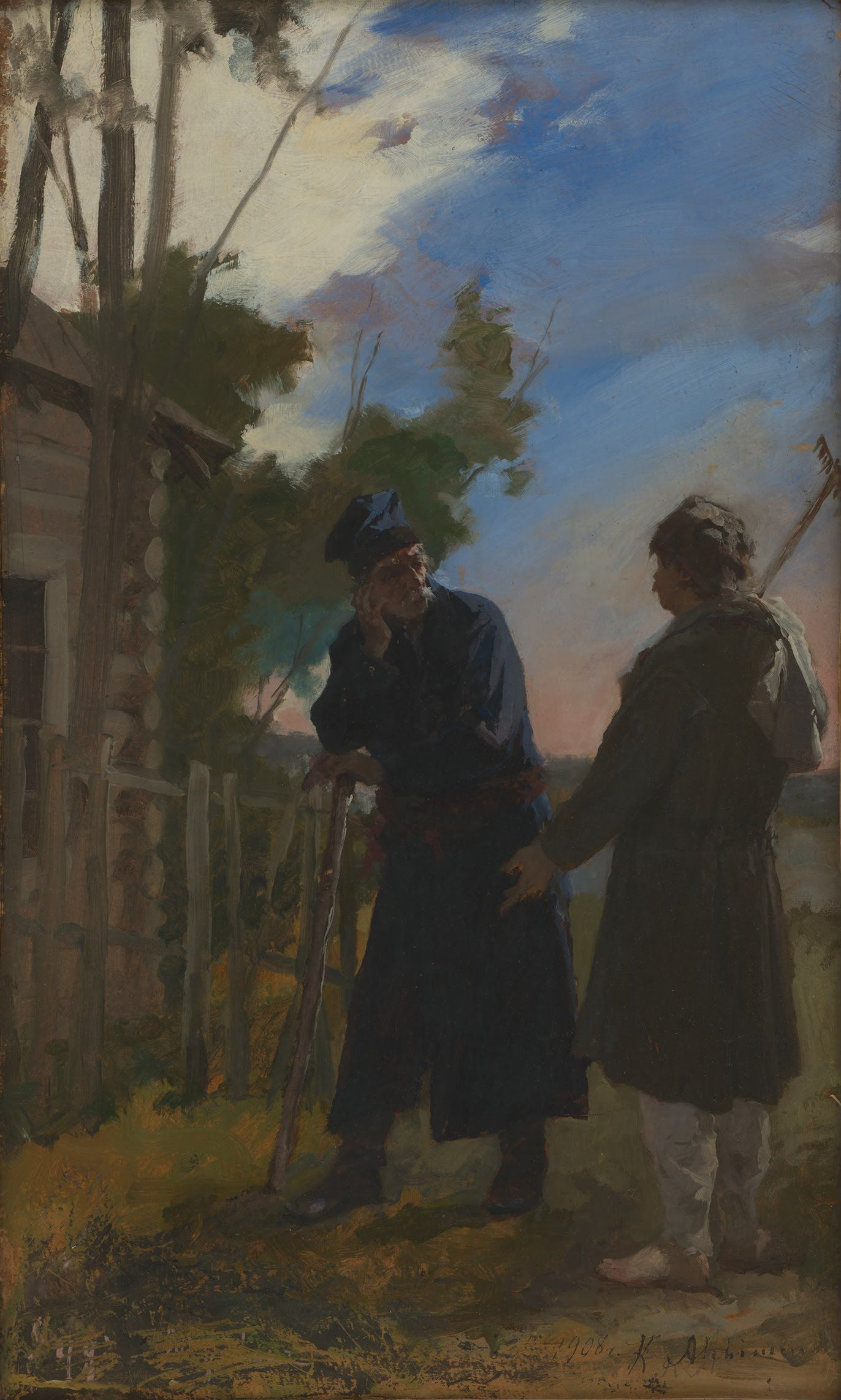
Adliger und Bauer, Gemälde von Kazimierz Alchimowicz, 1908

Weitere wichtige Figuren (Auswahl) in der Reihenfolge, in der sie erwähnt werden:

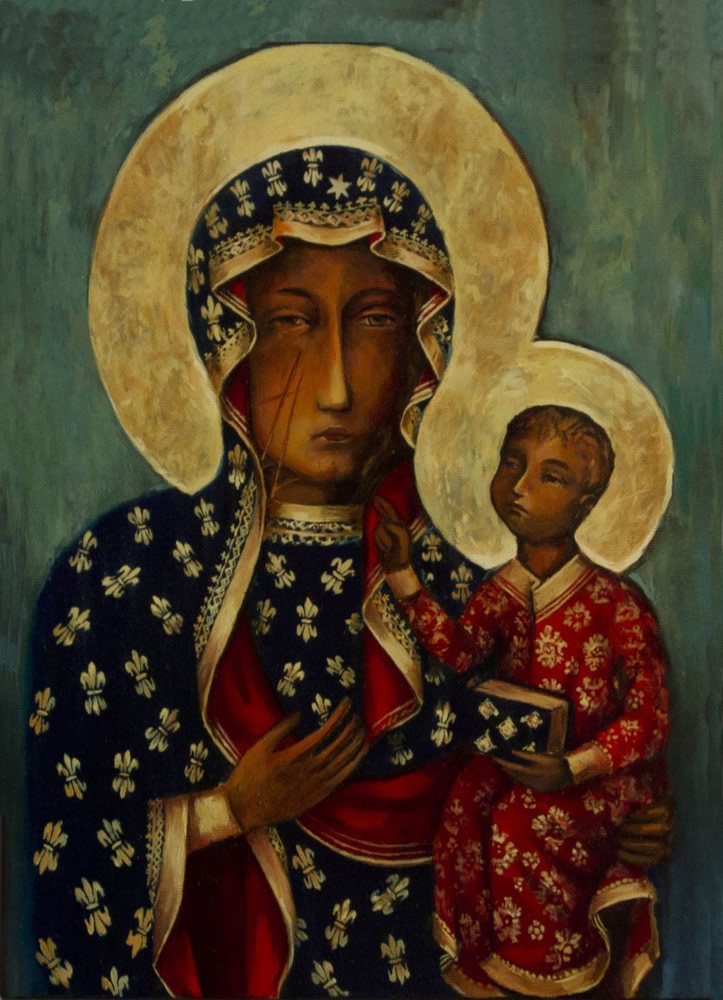
Im vierten Buch stirbt Agathe in einer Stube des Hofs ihrer Kinder, ein Bild der Tschenstochauer Muttergottes in den Händen haltend.

AgatheDie Witwe Agathe (im Original: Agatka) ist die alte Mutter der Klembs, einer kinderreichen Familie von armen Kätnern, die für Agathe, als sie nicht mehr arbeitsfähig war, keinen Platz im Haus mehr hatten. Seitdem geht sie auf den Bettel, d. h. sie zieht Almosen sammelnd mit ihrem Bettelsack über die Dörfer. Im dritten Buch kehrt sie, da sie ihren Tod erwartet, nach Lipce zurück. Sie hat unterwegs etwas Geld angespart und hofft, in ihrem Heimatdorf menschenwürdig sterben zu können, unter ihrem eigenen Federbett, in Anwesenheit eines Priesters und mit einem ordentlichen hofbäuerlichen Begräbnis.
PfarrerDer katholische Priester von Lipce nimmt an allen Menschen aufrichtigen Anteil und ist darum ein beliebter und sehr geachteter Mann; freilich besitzt er auch die Macht, Menschen zu ruinieren, indem er sie von der Kanzel herab verurteilt. Der Pfarrer betätigt sich als Imker, betreibt etwas Landwirtschaft, für die er einen Knecht beschäftigt, und hält auch einen hochwertigen Deckbullen, der ihm allerhand weiteres Einkommen bringt. Gern nimmt er von den Dörflern Geschenke entgegen und bedankt sich dafür oft mit ein paar Münzen.
GuscheGusche (im Original: Jagustynka, eigentlich Augusta) ist dreifache Witwe und in Not geraten, nachdem sie ihren Besitz den Kindern verschrieben hat und ins Altenteil gegangen ist. Seitdem ist sie gezwungen, sich als Tagelöhnerin zu verdingen. Obwohl sie ihre Kinder ständig verflucht, wird sie am Ende dennoch zu ihnen zurückkehren. Als Klatschweib ist Gusche eine der originellsten Figuren im Roman; sie ist durch das, was sie erlebt hat, bösartig geworden, hasst die ganze Welt und hat keine Scheu, jedem die „Wahrheit“ direkt ins Gesicht zu schleudern.
FineBorynas Tochter Fine (im Original: Józka, eigentlich Józefine) ist zehn Jahre alt und Borynas Liebling. Mit ihrer freundlichen, warmherzigen, selbstlosen und vertrauensvollen Art ist sie eine der sympathischsten Figuren des Romans.
WitekDer Hütejunge Witek (eigentlich Witold), ein Findelkind, das Boryna auf seinen Hof aufgenommen hat, ist etwa im Alter von Fine; sie sind Kameraden. Er liebt Vögel und zieht einen zahmen Storch heran, den ihm ohne sein volles Einverständnis der Pfarrer abkauft. Später gelingt es Witek, dem Pfarrer den Storch wieder zu stehlen.
Jakob SochaBorynas Knecht Jakob (im Original: Kuba, eigentlich Jakub) war in seiner Jugend Pferdeknecht beim Gutsherr, hat im Januaraufstand aber auch gegen die adligen Grundherren gekämpft. Als guter Schütze durfte er die Herrschaften später auf die Jagd begleiten, wo er angeschossen wurde und seitdem ein lahmes Bein hat. Weil Boryna schlecht zahlt, schafft Jakob sich ein Gewehr an, um sich mit Wilderei etwas Geld dazuzuverdienen. Der Förster erwischt ihn und schießt ihm ins Bein. Als dieses brandig wird, hackt Jakob, der Angst vorm Spital hat, sich den Unterschenkel selbst ab, gerade während Boryna und Jagna Hochzeit feiern. Er verblutet noch am darauffolgenden Tag. Da er im Stall, wo sich sein Schlafquartier befindet, den Pfarrer nicht empfangen zu glauben meint, stirbt er, ohne die Beichte ablegen zu können. Die Dörfler glauben darum später, dass sein Geist keine Ruhe finde und als Geist umgehe.
Gregor („Gschela“)Borynas jüngerer, 26-jähriger Sohn (im Original: Grzela), der auch sein Lieblingssohn ist, dient als Soldat beim Militär und tritt im Roman darum gar nicht auf. Zwar soll er entlassen werden und nach Lipce zurückkehren; doch bevor es dazu kommt, wird die Familie ein amtliches Schreiben mit der Mitteilung erhalten, dass Gschela ertrunken ist.
Magda und Michael, der SchmiedBorynas ältere Tochter und ihr Mann (im Original: Michał). Boryna liegt mit seinem Schwiegersohn im Streit, weil dieser ihm vorwirft, die vereinbarte Mitgift nicht im vollen Umfang gegeben zu haben. Der Schmied ist schlau, wenn es um Rechtsfragen geht, und um Boryna eins auszuwischen, stachelt er Eve an, Boryna auf Kindesunterhalt zu verklagen. Als Boryna Jagna heiratet, versucht der Schmied Antek auf seine Seite zu ziehen und rät ihm, sich mit dem Vater zum Schein gut zu stellen. Antek durchschaut, dass der Rat seines Schwagers alles andere als uneigennützig ist. Im vierten Buch ist der Schmied einer der wenigen Dörfler, die die Gelegenheit nutzen, vom Gutsherrn bei der Meierei Land zu kaufen. Er will dort eine Windmühle errichten.
DominikbäuerinEigentlich Marziana Antonowna Patsches (im Original: Marcjanna Paczesiowa, Dominikowa), Jagnas Mutter. Aufgrund des losen Lebenswandels, den sie in ihrer Jugend hatte, ist an ihr ein schlechter Ruf haften geblieben. Die Dominikbäuerin hat außer der Tochter noch zwei Söhne: Schymek und Jendysch. Als es im Anschluss um eine Auseinandersetzung über Schymeks Brautwahl zwischen Mutter und Sohn zu einer Handgreiflichkeit kommt, wird die Dominikbäuerin schwer verletzt und erblindet sogar. Nachdem Schymek den Hof verlässt, ist niemand mehr da, der die Feldarbeit macht, sodass der Hof in Not gerät.
SchymekDer ältere der beiden Söhne der Dominikbäuerin (im Original: Szymek, eigentlich Szymon [Simon]). Obwohl Schymek bereits 30 Jahre alt ist, hält die Dominikbäuerin ihn, ebenso wie seinen Bruder, wie eine Magd und lässt ihn auf dem Hof Tätigkeiten verrichten, die im Grunde Jagnas Aufgabe wären. Dass er Mathias’ Schwester Nastuscha (im Original: Nastka, eigentlich Anastazja [Anastasia]) heiraten möchte, passt seiner Mutter deshalb nicht, weil sie als die Tochter armer Häusler nichts mit in die Ehe bringt. Um seine Brautwahl dennoch durchzusetzen, muss Schymek die offene Rebellion gegen seine dominante Mutter wagen. Der Vater hatte den Hof seiner Frau verschrieben und für die Kinder nichts vorgesehen. Nach den Auseinandersetzungen mit den Söhnen verschreibt die Dominikbäuerin nun alles Jagna; die Söhne sollen nichts bekommen. Auf Zuraten von Nastuscha, die 1000 Silberlinge besitzt, kauft Schymek dann Land vom Gutsherrn. Er heiratet Nastuscha und mit harter Arbeit und Unterstützung einiger Dörfler gelingt es ihm, seinen eigenen Hof zu gründen.
Pietrik, der SchulzeDer Schulze, ein Hofbauer, wurde von den Bewohnern durch Wahl bestimmt und verwaltet das Gemeindegeld. Die Bauern zweifeln im Laufe der Handlung immer mehr, ob sie den Richtigen gewählt haben. Er zwingt Jagna mehr oder weniger gegen ihren Willen in eine Liebschaft und trägt so dazu bei, ihren Ruf zu ruinieren. Nachdem er Geld veruntreut, wird er schließlich verhaftet, doch muss das ganze Dorf für den Schaden aufkommen. Im vierten Buch brennt nach einem Blitzschlag auch die Scheune des Schulzen ab.
MathiasEin Schreiner und Zimmermann (im Original: Mateusz). Jagnas früherer Liebhaber. Mathias ist ein guter Kerl, hält sich aber viel auf seinen Charme und seinen Erfolg bei den Frauen zugute. Weil er kein Land besitzt, ist er aber kein Mann, denn die Dörflerinnen heiraten würden. Auch ist er unstet und treibt sich zeitweilig „in die Welt“ herum. Arbeit findet er schließlich im Sägewerk von Lipce, wo er bis zum Vorarbeiter aufsteigt. Als Jagna, die er nicht vergessen kann, seine neuerliche Liebeswerbung zurückweist, beginnt er ein Verhältnis mit Therese.
JaschoDer Organistensohn (im Original: Jaś [Johannes]) soll nach dem Willen seiner Mutter Priester werden. Nur widerwillig fügt er sich diesem Wunsch und besucht schließlich ein Priesterseminar. Die Ferien verbringt er stets bei seinen Eltern in Lipce. Wie Jagna hat auch Jascho eine außergewöhnliche Empfänglichkeit für alles Schöne. Unwiderstehlich fühlen sie sich darum zueinander hingezogen, wobei Jascho, der noch ein halbes Kind ist, die sinnliche Natur dieser Anziehung allerdings noch nicht durchschaut.
RochusEin wandernder Bettelprediger (im Original: Roch), der sich in Lipce niederlässt, um eine improvisierte polnischsprachige Schule zu betreiben. Als die Männer von Lipce ins „Kriminal“ gesperrt werden, ist Rochus einer der wenigen, die im Dorf zurückbleiben. Er übersiedelt vom Borynahof zu Sikora, dem Schultheiß, und führt seinen Unterricht mit den Dorfkindern dort fort. Unter dem Vorwand, dass er in Lipce verbotene Andachten abhält, lässt der russische Kreisvorstand Rochus im vierten Buch von Sergeanten suchen. Tatsächlich befürchten die Russen, dass Rochus die Dörfler gegen den Bau der russischen Schule aufhetzt.
BylicaAnnas Vater. Ein alter Mann von großer Anspruchslosigkeit und mit kindlichem Gemüt, der unter prekären Bedingungen im Haushalt seiner hartherzigen zweiten Tochter, Veronka (im Original: Weronką, eigentlich Weronika), und ihres Mannes lebt. Nach einem schweren Sturm, der sich im Frühjahr nach der Inhaftierung der Männer von Lipce ereignet, gerät die Familie in Not, weil die ohnehin elende Hütte einstürzt. Bylica verbleibt in der Ruine, während Veronka mit den Kindern von der Sikorabäuerin aufgenommen wird. Bylica geht im vierten Buch unter die Bettler.
JacekDer jüngere Bruder des adligen Gutsherrn. Jacek hat eine Tolstoische Neigung zu den Bauern. Er sucht nach Jakob, der im während des Januaraufstands das Leben gerettet hatte, und als er dessen Verbleib endlich ermitteln kann, ist dieser bereits verstorben. Nach dem Brand in der Meierei zieht Jacek bei Annas Vater, Bylica, als Mieter ein und schenkt ihm später Bauholz für den Wiederaufbau des im Sturm beschädigten Wohnhauses.
ThereseMathias’ Geliebte ist die Ehefrau von Jaschek, der beim Militär ist. Als Jaschek im vierten Buch nach Lipce zurückkehrt, erfährt er durch den Dorfklatsch sofort von der Untreue seiner Frau. Obwohl er als nachtragend bekannt ist, verzeiht er Therese. Das Paar begibt sich gemeinsam auf Pilgerfahrt nach Częstochowa.

### Weitere Figurengruppen
Die JudenDie kleine jüdische Einwohnerschaft von Lipce ist bei den Bauern, weil sie ihr Auskommen nicht mit dem Land erwirbt, gering angesehen, doch lebt man in friedlichem Einvernehmen. Jankel ist der jüdische Schankwirt von Lipce. Er ist derjenige im Dorf, bei dem die Einwohner anschreiben lassen und sich Geld leihen. Eine weitere jüdische Figur ist Mäusche, der „Lumpenjude“, der als Kleinhändler mit einer Karre übers Land zieht. Im vierten Buch hilft Antek ihm, seine Karre durch schwieriges Gelände zu ziehen.
Die Situation der Juden, die unter der unabhängigen polnischen Herrschaft relativ erträglich gewesen war, verschlechterte sich immer mehr, nachdem das Land 1863 in das zaristische Russland integriert worden war. Die Ermordung von Zar Alexander II., die fälschlich den Juden zugeschrieben wurde, hatte verschiedene Serien von Pogromen zur Folge, die sich anfangs auf das russische Kernland beschränkten, später aber auch auf Polen übergriffen und eine Auswanderungswelle zur Folge hatten. Für Einzelheiten siehe: Geschichte der Juden in Polen.
Die DeutschenDer Gutsherr von Wole braucht dringend Geld und steht darum in Verhandlungen mit einer Gruppe deutscher Siedler, die sie auf dem Land rund um die abgebrannte Meierei niederlassen wollen. Die Deutschen sind der polnischen Sprache nicht mächtig, sodass der Jankel, der Jiddisch spricht, als Dolmetscher einspringt. Nachdem der Gutsherr einsieht, dass die Bauern von Lipce mit den Deutschen nicht in Einvernehmen leben würden, weil sie den Boden selber benötigen, kommt der Kauf nicht zustande und die Deutschen müssen weiterziehen.
Von der Germanisierungspolitik, die das Deutsche Reich ab 1880 in seinen Ostprovinzen betrieb und die von der Preußischen Ansiedlungskommission koordiniert wurde, war das Weichselland, als russische Provinz, nicht betroffen. Allerdings war die Region als „Südpreußen“ bis 1807 eine Provinz Preußen gewesen. Eine Einwanderung deutscher Siedler hatte auch in der Region um Łódź bereits im Hochmittelalter eingesetzt (Hochmittelalterliche Ostsiedlung) und existierte, etwa im Falle der Hauländer, noch bis zur Gründung des Herzogtums Warschau (1807).

## Historischer Kontext
Ein Staat „Polen“ existierte zum Zeitpunkt der Handlung und auch der Entstehung des Romans nicht. Weite Teile des heutigen Staatsgebiets und auch die Region um die Stadt Łódź bildeten als „Weichselland“ seit 1867 die westliche Provinz des Russischen Kaiserreiches. Regiert wurde diese von einem in Warschau amtierenden Generalgouverneur. Die Leibeigenschaft war bereits 1864, also noch zur Zeit von Kongresspolen, aufgehoben worden.
Vorausgegangen war der Bauernbefreiung unter anderem der von Jakub Szela angeführte Galizische Bauernaufstand des Jahres 1846, in dessen Verlauf über 1000 adlige Gutsbesitzer und andere Vertreter der herrschenden Klassen umgebracht wurden. Im Winter 1863/1864 war der gegen die russische Teilungsmacht gerichtete Januaraufstand gefolgt, ein Partisanenkrieg, der, da die große Masse der Bauern für die Teilnahme nicht zu gewinnen gewesen war, blutig niedergeschlagen wurde. Um einen größeren Konflikt mit Polen zu vermeiden, hob Zar Alexander II. am 2. März 1864 die Leibeigenschaft in Polen auf.
Ein Adel bestand in Polen noch bis zur Gründung der Zweiten Polnischen Republik (1918–1945), wo er 1921 aber abgeschafft wurde.

## Form und Inhalt

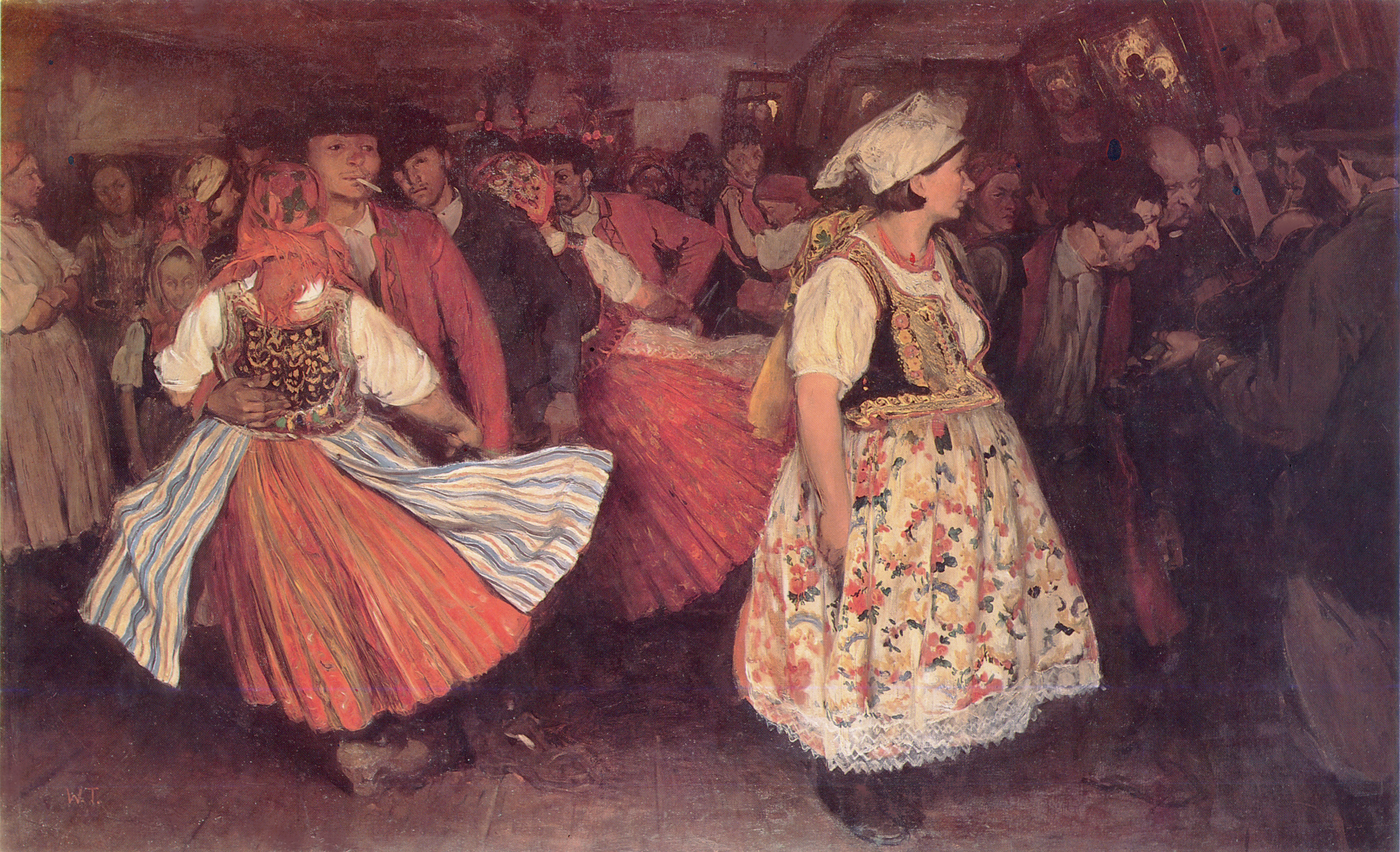
Polnische Bauern beim Tanz in einer Dorfschenke. Solche Szenen werden im Roman mehrfach beschrieben.

#### Jahreszeiten

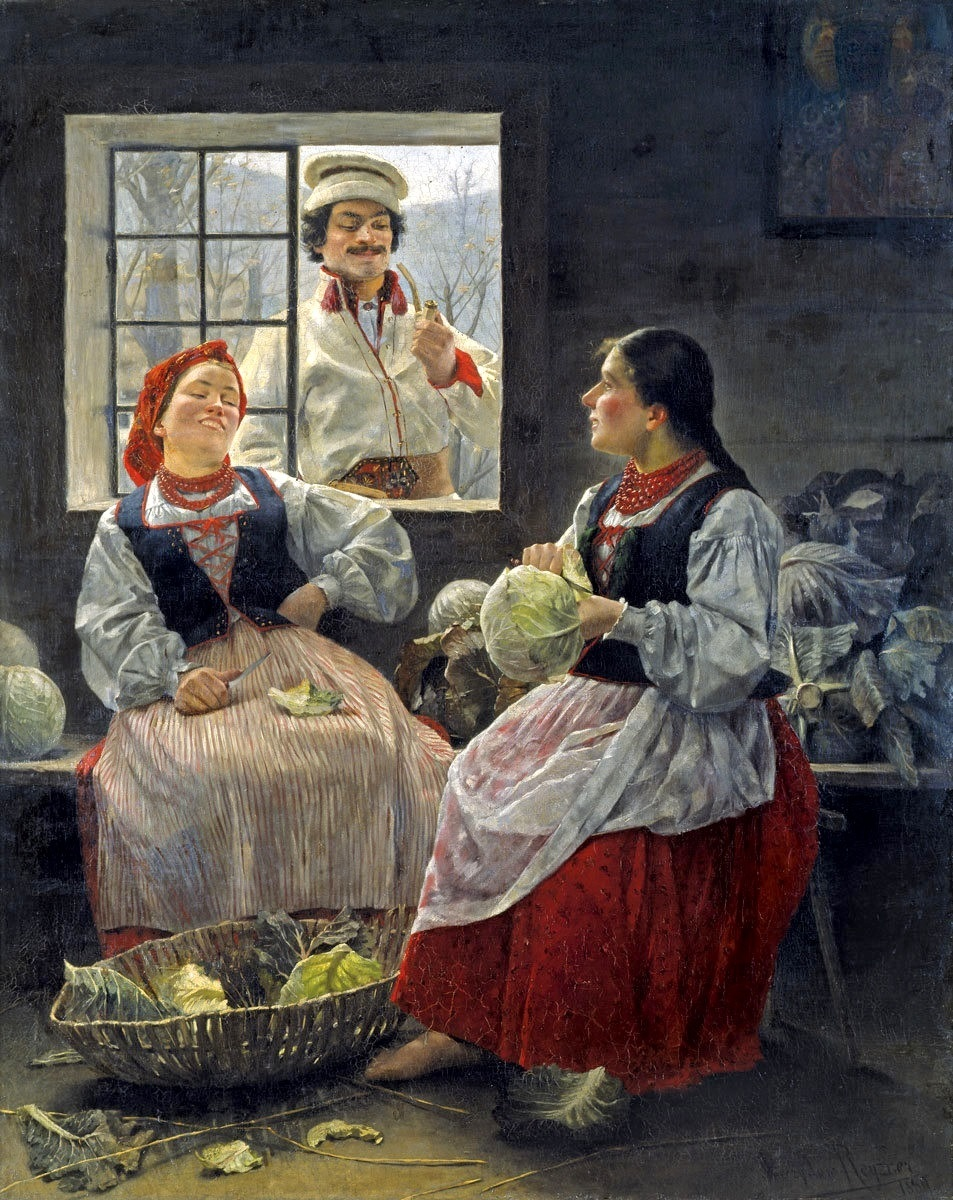
Bäuerinnen beim Kohlschälen, Gemälde von Mieczyslaw Reyzner, 1889

#### Kirchenjahr

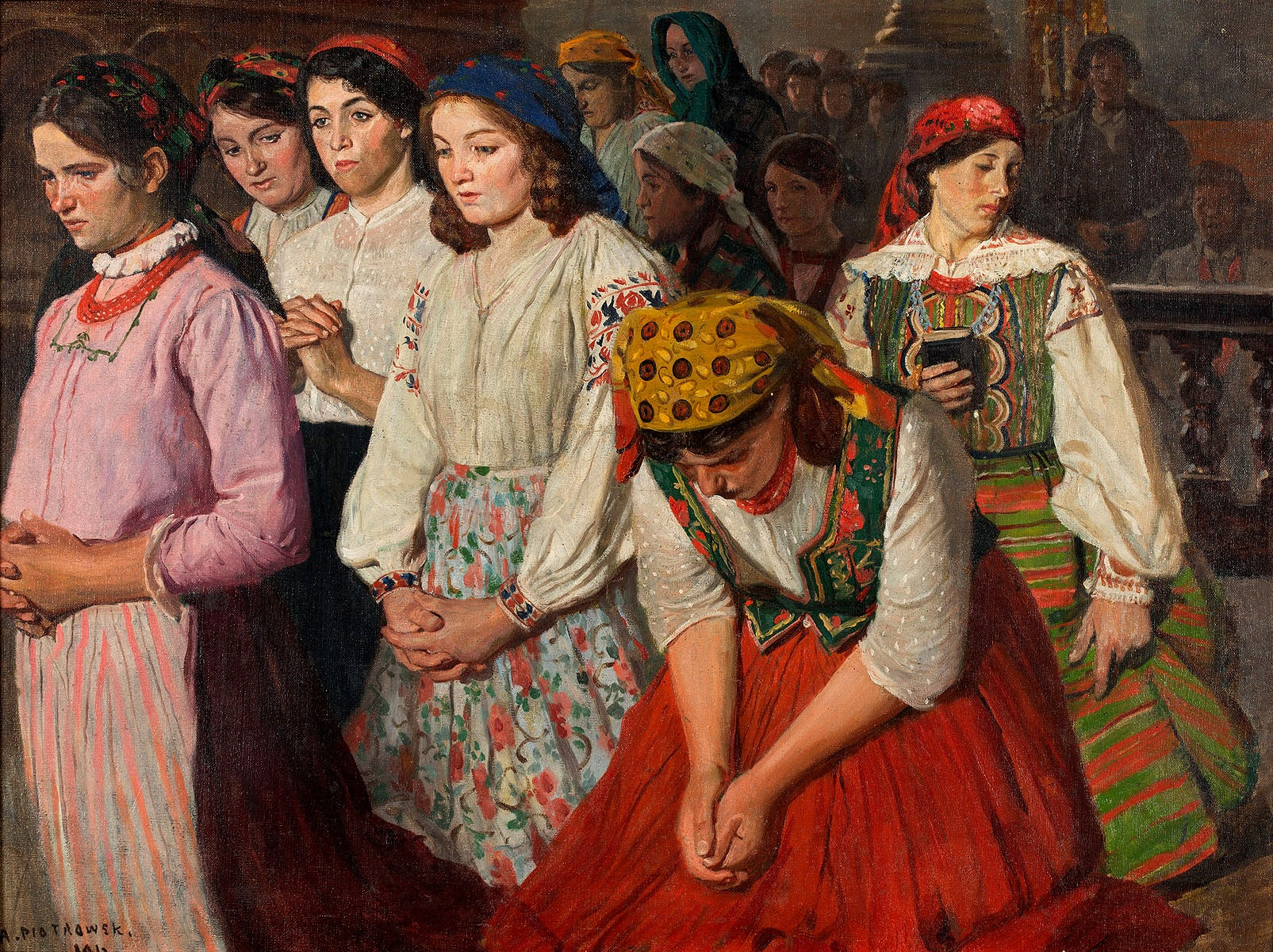
Polnische Bäuerinnen im Gebet, Gemälde von Antoni Piotrowski, 1912

## Entstehung und Veröffentlichung

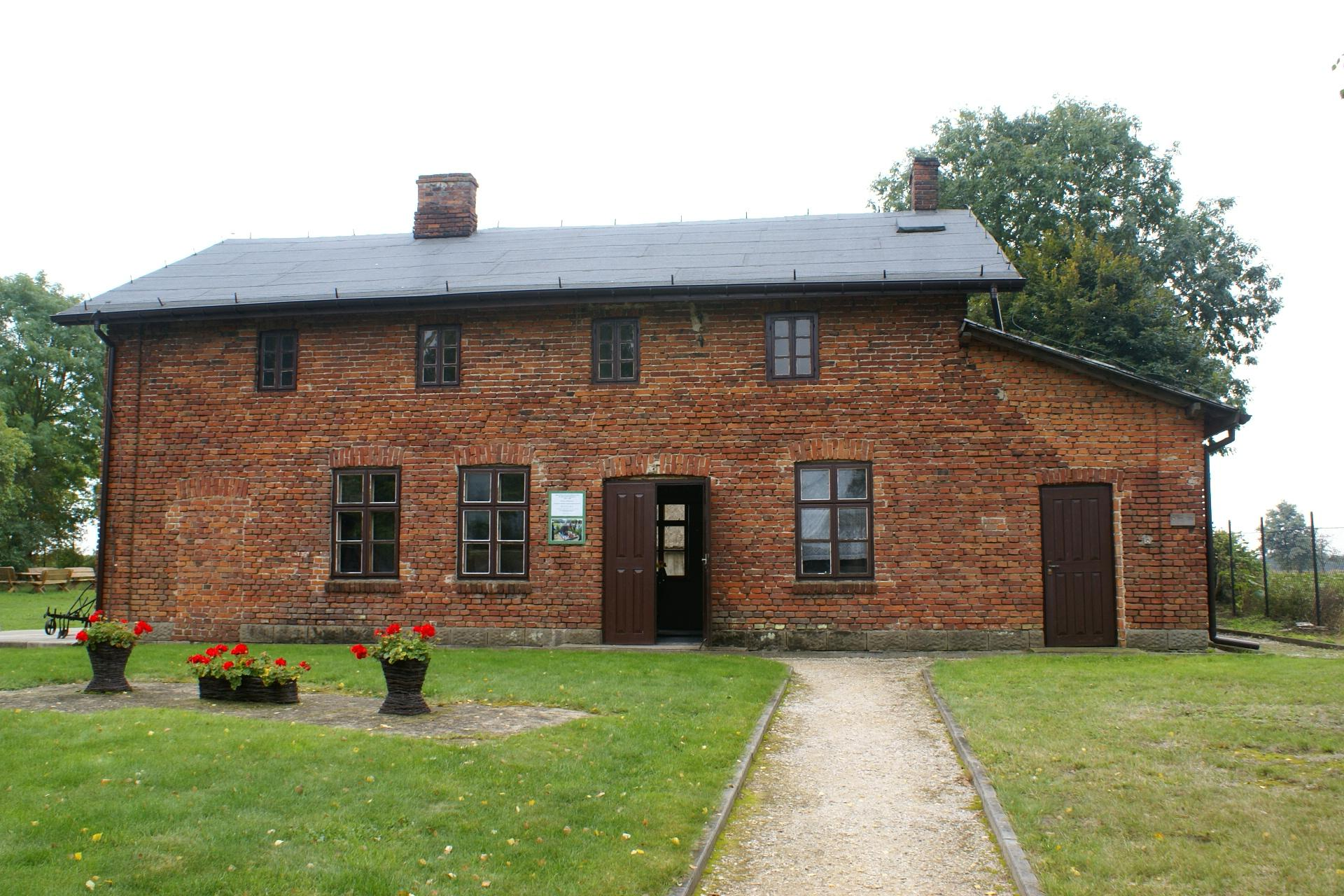
Das Regionalmuseum Władysław Reymont in Lipce

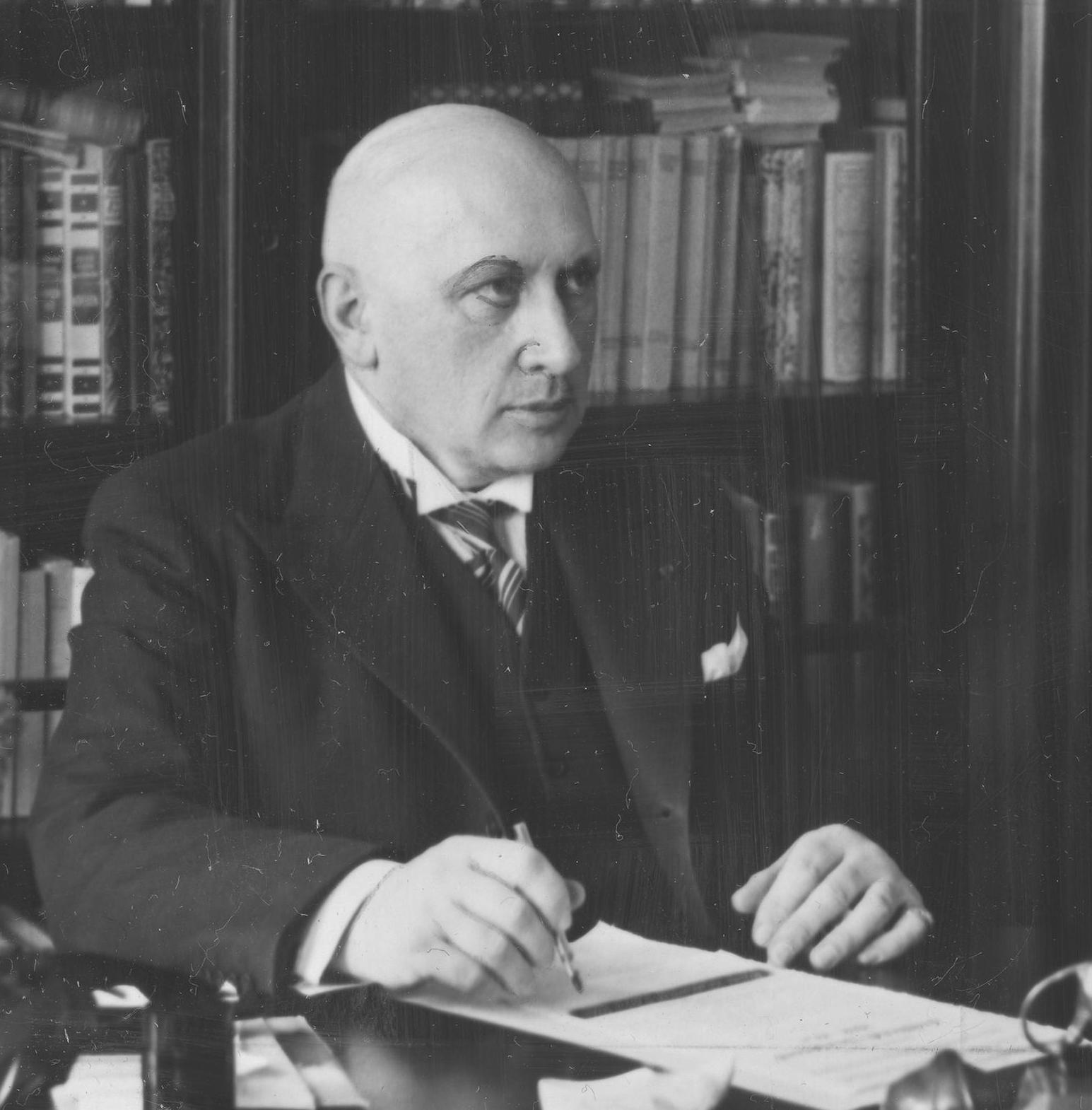
Jan Paweł Kaczkowski alias Jean Paul d’Ardeschah